# 秋芳洞

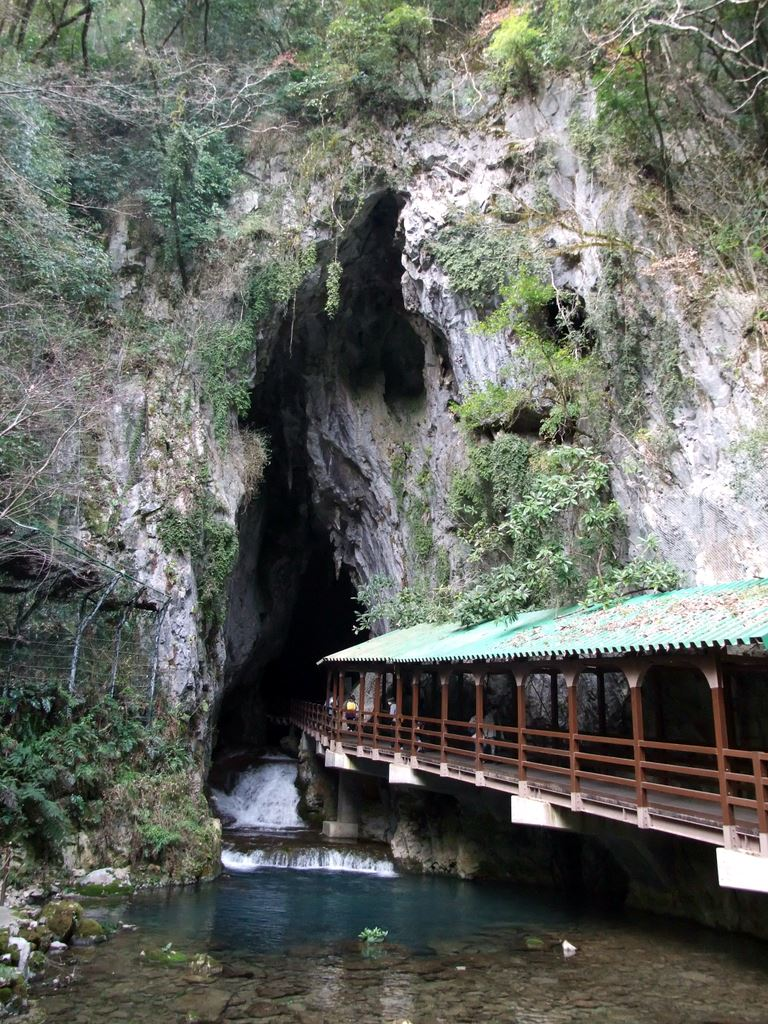
秋芳洞の入口

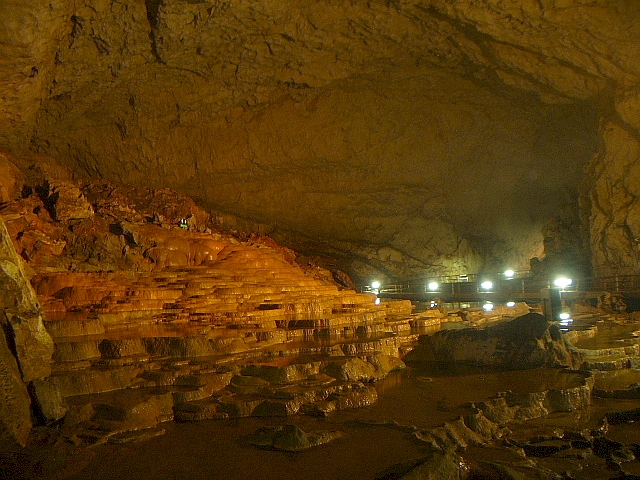
秋芳洞「百枚皿」

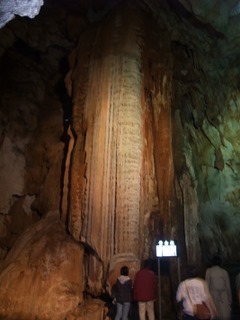
秋芳洞「黄金柱」

秋芳洞（あきよしどう）は、山口県美祢市東部、秋吉台の地下100-200mにある鍾乳洞で、約1kmの観光路をもって公開されている。鍾乳洞としては日本最大規模。洞奥の琴ヶ淵より洞口まで、約1kmにわたって地下川が流れ下っている。1990年前後の洞窟探検家による琴ヶ淵から奥への潜水調査の結果、東方約2.5kmにある葛ヶ穴まで連結し、総延長は8,850mに達した。
2016年7月からの山口大学洞穴研究会と秋吉台科学博物館でつくる「秋吉台カルスト洞窟学術調査隊」の測量調査によって総延長は10,300mに伸び、現在日本第3位にランクされている。
1926年以前は滝穴（瀧洞）と呼ばれていた。特別天然記念物。秋吉台国定公園に属する。

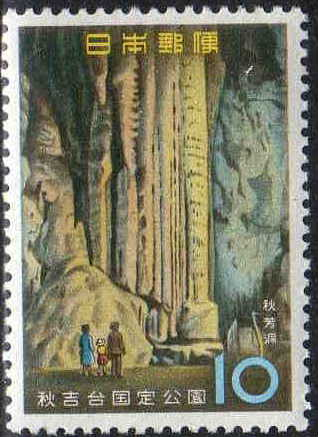
秋吉台国定公園の秋芳洞を描いた切手（1959年）

## 沿革
- 1354年、大干ばつに際して大洞寿円禅師が洞内で雨乞修法を行い、満願三七日目の豪雨による洪水に入寂したのが開山とされる[3]。
- 1729年に描かれた地下上申絵図（秋吉村）に滝ノ口、弘谷滝、稲川の名が見られる。
- 1830年、1843年の旱魃に際して地元民が大挙して洞奥を探ったといわれる。
- 1844年頃に編纂された防長風土注進案には、秋吉村の名所旧跡の項、滝穴中に千畳敷や高桟敷の語が見られる。地元民が大勢して奥まで入るとも記されている[4]。また流れ出る川について、「秋吉台の上流の村で秋に刈り干していた稲が大雨で流失し、ここへ流れ出た。そのため以前は滝川と呼んでいたが、今は稲川という」との記述がある。
- 1843年、1847年、萩の医学館の者数名が石薬の鍾乳石を採取のために滝穴と蝙蝠穴へ訪れた[5]。
- 1862年に刊行された美祢郡細見絵図中に、滝穴ノ中ニ三十二景アリとの付記がある[6]。
- 1898年、内務大臣による名勝旧跡に関する調査の指示が行われたが、保存については見込みなしとの報告が行われた。
- 1904~1905年頃、英国王立地理学会員エドワード・ガントレット[7] により洞内渡し船が寄贈された。
- 1907年、鉱山業者梅原文次郎の依頼によってガントレット、広島高等師範学校教授中目覚らが調査した。当時は地元では「水神のすみか」と伝えられており、誰も近づかなかった[8]。
- 1908年、大阪時事新報の一記者が初めて今の黒谷支洞の底を探り、また中目覚が琴ヶ淵までの全容を明らかにした。
- 1909年、ガントレットが英国ヨークシャーの紀行誌に瀧穴の概念的平面図を紹介した。
- 1909年、梅原文次郎により観光洞として開発され、盛大な開窟式が行われた。
- 1920年、内務省天然記念物調査団により初めて詳細な測量図が作成された。
- 1922年、国の天然記念物に、1952年、同特別天然記念物に、1955年には国定公園に指定。
- 1922年、天然記念物主務大臣より秋吉村による管理を命じられる。1923年には、秋吉村による管理と経営を開始した（それまでは広谷部落による）。
- 1925年、電灯による洞内照明を開始。
- 1926年、東宮行啓後、思召により滝穴から秋芳洞へ、また洞内の6名所の名もあわせて改名された。
- 1951(or 1952)年に長淵に桟橋ができ、渡し船が廃止された。
- 1956年、12月1日に台上への観光客誘導のためエレベーターが運転開始となった[9]。
- 1960年、水銀灯等による大規模な洞内照明を開始。
- 1962年、3月21日と25日に洞奥の琴ヶ淵で太田正道、杉村昭弘による日本最初の洞窟潜水探検が行われた。
- 1963年、黒谷支洞奥から矢ノ穴ドリーネへ通じる隧道が竣工した。
- 2005年、他の2つの鍾乳洞、景清穴、大正洞とあわせ、秋吉台地下水系という名称でラムサール条約登録湿地となった[10]。
- 2007年、秋吉台とともに日本の地質百選に選定された。
- 2015年、「Mine秋吉台」として日本ジオパークに選定された。

## 名称について
文化庁の文化遺産オンラインでは「秋芳洞」について「あきよしどう」としている。また、美祢市立秋吉台科学博物館の「よくある質問」の記載では「しゅうほうどう」について「誤った読み方」としている。ただし、地元などでは「しゅうほうどう」と呼ばれる例もみられるという。
秋芳洞は洞口に滝があるために古くから「滝穴」と呼ばれていたが、1926年（大正15年）5月30日、東宮（当時25歳の大正天皇皇太子。後の昭和天皇）が行啓の折、この鍾乳洞を一時間かけて探勝（予定を40分超過）。
昼食時、「滝穴」の名称について話題となる。東宮が質問したところ、時の山口県知事大森吉五郎は、以前から称え伝えた名称であり、その所在地の者がかく称えていたと回答。すると時の内大臣牧野伸顕から「滝穴」とは何だか名実相伴しない観があるから何とか名称をつけかえたらよかろうとの提案があった。これに対して大森は、「天下に誇るべきこの鍾乳洞にふさわしい名を殿下から戴くことは畏れ多いので牧野内大臣から命名していただきたい」と答えたが、牧野曰く「この「滝穴」の名は今回の行啓記念に殿下の思召によって近く改めて一段の光彩を添えることがよかろう」とのことだった。公式には大森県知事から侍従長入江為守に新たな名称の撰定を依頼したと記録されている。
1926年（大正15年）6月17日、防長新聞は「秋吉の滝穴に入江侍従長から「秋芳洞」と命名された」と報じた。東京滞在中の大森知事から山口県に電報で通達されたが、その電文にはただ「あきよしどう」とあるのみで漢字の説明がないので「秋吉洞」と命名されたと当初は解釈された（現地の旧村名が「秋吉村」でもあった）。しかしこの字について、念のため折返し知事に照会した結果「よしの字は芳なり」との返電があったので「秋芳洞」と書くことが判明した。こうして6月23日、大森知事から村長に「秋芳洞」の名が伝達された。7月14日、当時の秋吉村村長（根来義興）は内務大臣に対し、「瀧穴」を「秋芳洞」、洞窟内名称の一部変更を届け出た。
上述のとおり、当初から「秋芳洞」は「あきよしどう」が正式な読み方であるが、1955年に秋吉村を含む4箇村が合併した際には町名を秋芳町（しゅうほうちょう）とした。この町名の読みである秋芳（しゅうほう）との混同があったとされる。しかし、地元などでは「しゅうほうどう」と呼ばれる例がみられるとされ、例えば秋芳洞観光センターは「しゅうほうどうかんこうせんたー」と呼称されている（山口県公式サイト）。

## 洞内の主な名所（抜粋）
- 長淵：幅約15m、長さ100mの直線的な地下川。上方約10mに数万年前の川の跡を示す岩棚がある。
- 百枚皿：世界的にも知られている一群の畦石池からなる石灰華段。東宮行啓前は縮皿[16]。
- 洞内富士：直径約5mの巨大な石柱。下部はフローストーンで裾広がりとなり、富士山のようなスロープをつくっている。

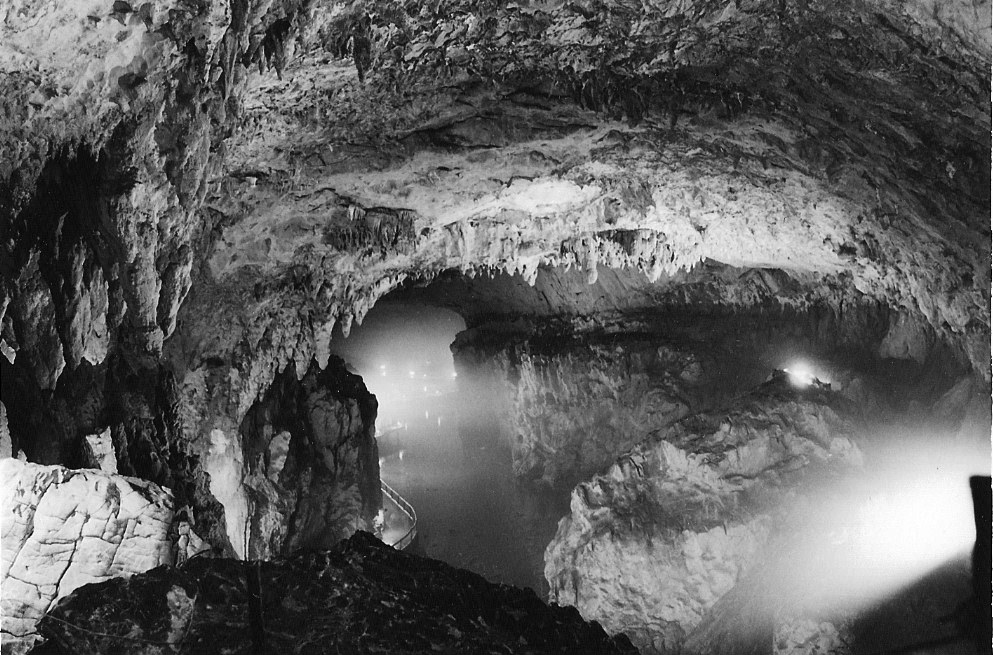
長淵付近

- 千畳敷：幅80m、長さ175m、高低差35mの、日本第2位（現存では第1位）の巨大な洞内空間。観光路は数万年前に生じた大規模な落盤層の上を登っている。
- 傘づくし：昔の傘屋のように、天井から沢山の鍾乳石が傘のようにぶら下がっている。改称前は傘屋[16]。
- 大黒柱：鍾乳石と石筍がつながって、天井を支えているかのような石柱をつくっている。
- 黄金柱（こがねばしら）：高さ約15mの巨大な石柱状フローストーン。秋芳洞のシンボル。昔は金の釣柱（金柱とも）と呼んだ[16]。
- 五月雨御殿：無数の鍾乳石が天井から下がっている大空間。

名所名の中には明治末の梅原文次郎による開発時とは変わっているものもある。美祢郡細見絵図が描かれた江戸時代末の32景の名は不明であるが、日本各地を巡り歩くことを楽しみとしていた地元の人が名付けたものという。
百枚皿（旧名、縮皿）、千町田（〃百町田）、傘づくし（〃傘屋）、黄金柱（〃金柱）、岩谷観音（〃穴観音）、黒谷（〃地獄）など6名称は東宮行啓後、洞名と共に入江東宮侍従長から改名されたもの。

## 洞窟形成史
初期形態が誕生した年代への考え方によって、形成史の前半にはA、B二とおりの説がある。
　A．約110万年前に地下水面型の横穴が誕生（山麓に大きな泉があった）。
1. 地下川の侵食（掘り下げ）につづいて、約70万年前に開口。
2. 数十万年前〜数万年前にかけて、地下川の上流から大量の砂礫層が流入。

　B．10数万年前に地下水面型の横穴が誕生（山麓に大きな泉があった）。
1. 地下川の侵食（掘り下げ）につづいて、約10万年前に開口。
2. 数万年前に地下川の上流から大量の砂礫層が流入。
8〜9万年前には阿蘇カルデラの噴火によって大量の火山灰（火砕流）が秋吉台を被い、洞窟内にも二次的に流入した。以降の地史は上記A、Bいずれかに関わらず以下のように考えられている。
3. 洞内における巨大落盤。
4. 黄金柱をはじめとする多くの洞穴生成物が発達し、洞口部に滝が生じた（百枚皿がもっとも新しい時代にできた洞窟生成物の一つで、洞口部の滝をつくる岩もそうである）。

## 洞内の生き物
- Sinella akiyoshiana、Allochthoniue kobayashii akiyoshiensisなどの固有種[10]。
- 天井部にキクガシラコウモリ属、ユビナガコウモリなどのコウモリ[10]。
- リムストーンプール中にシコクメクラヨコエビ（スウェーデン語版）、ニッポンヨコエビ（オランダ語版）、アキヨシミジンツボ（セブアノ語版）、カニなどの水棲甲殻類または軟体動物。
- 壁面の照明下に光合成植物のコケやシダ類（照明植生）。

## 洞内の微気象
洞窟内の気温はふつうその地の年平均気温にほぼ一致すると言われるが、秋芳洞では洞口が大きいために外気の影響を強く受け、気温や湿度に季節変化が見られる。年変化は洞口近くで気温5℃~18℃、湿度80％~95％であるが、洞奥では年間を通じてそれぞれ16℃、95％である。
洞奥の天井には風穴と呼ばれる深さ90mの縦穴が地上まで延び、煙突効果によって冬季には外気に比べて暖かい洞内の空気が白い水蒸気の柱をつくって吹き上げる。夏季には逆に外気に比べて冷たい洞内の空気が洞口から流れ出し、風穴から外気を吸い込む。煙突効果による空気の流れはエレベーターの縦坑や黒谷支洞出入口の人工隧道によっても生じているため、その防止処置が施されている。
夏季の洞口近くの洞内では、下層に洞奥から流れ出る冷たい空気、上層に洞口から流入する暖かい外気が不連続層をつくり、濃い洞内霧がしばしば発生する。

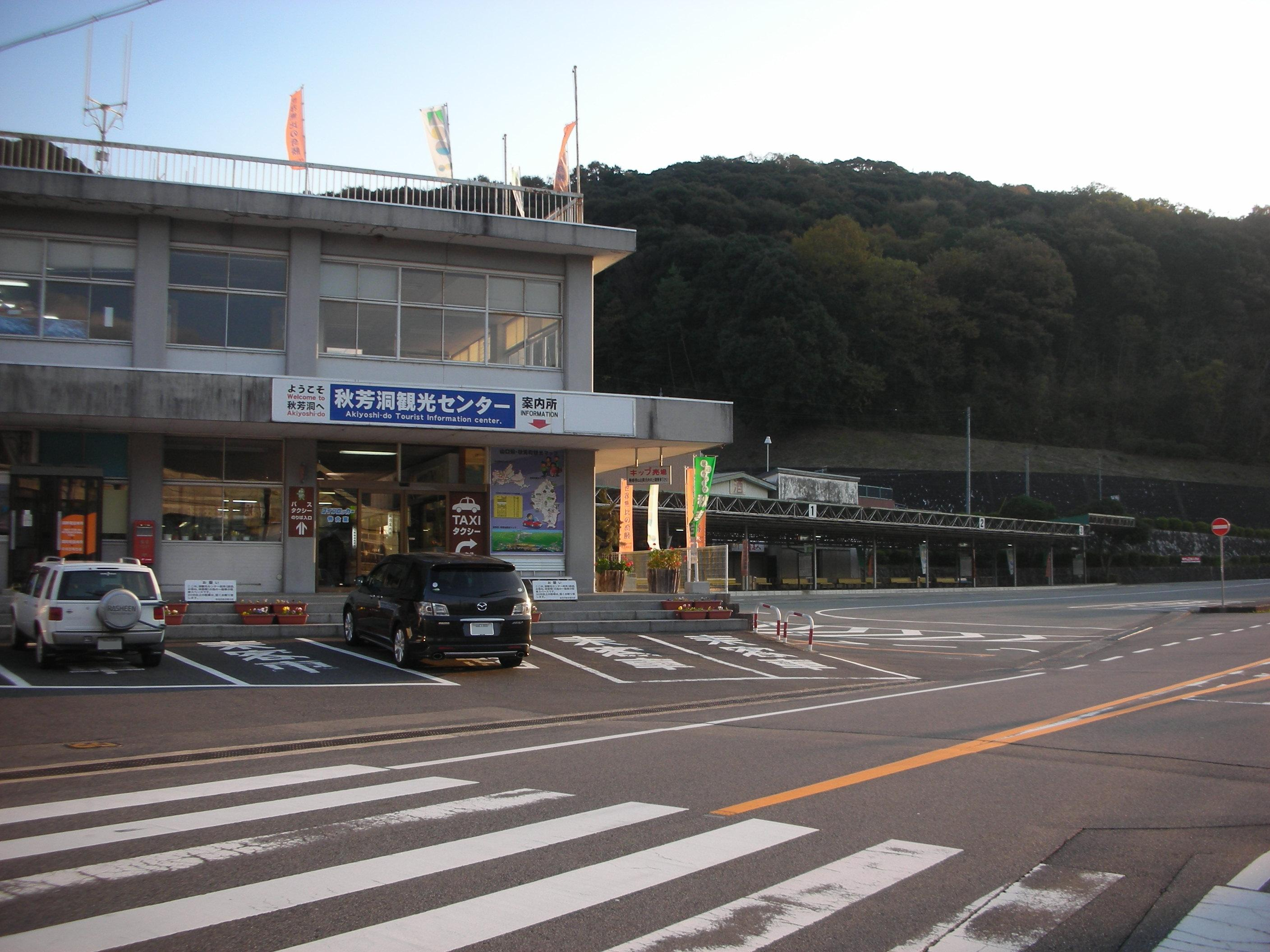
秋芳洞観光センター 右後方がバスセンター

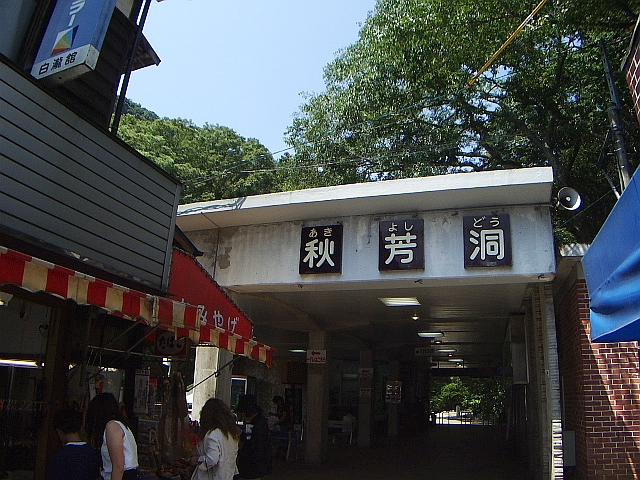
秋芳洞前の通りには石材系の土産屋が並ぶ

## 洞窟の大きさ
- 総延長（測量基線）：8850m（秋芳洞〜風穴〜葛ヶ穴）
- 最大高低差：137m（秋芳洞〜風穴）
- 最大ホール：長さ175m×幅80m×高さ35m（千畳敷）
- 最大地底湖：長さ60m×幅15m×深さ3m（琴ヶ淵）

## 交通手段

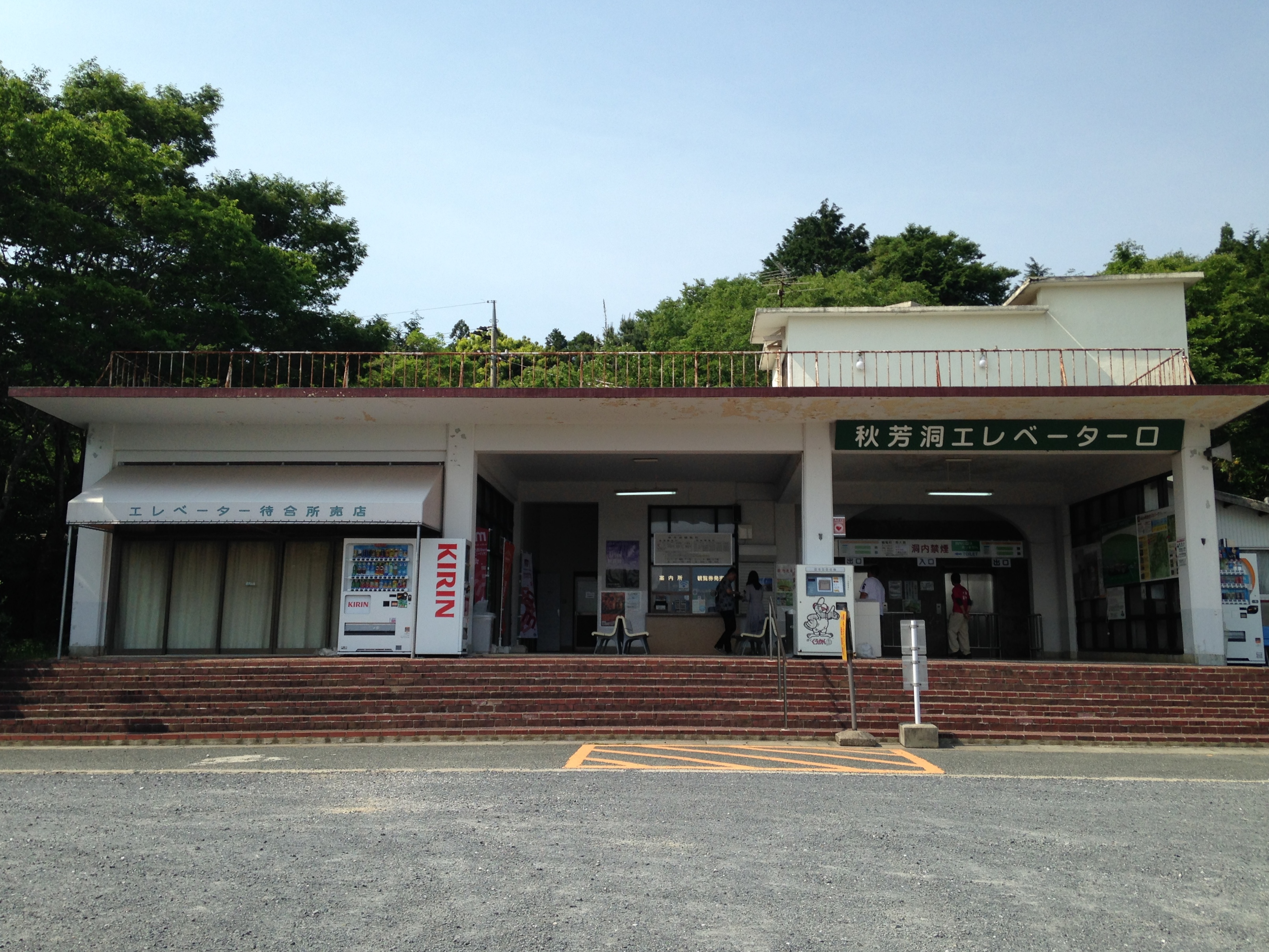
秋芳洞エレベーター口

「秋芳洞観光センター」にバスターミナルが併設されている。
- 新山口駅より防長交通バスで約40分
- 山口駅よりJRバス中国で約55分
- 東萩駅より防長交通バスで約1時間
- 美祢駅より船木鉄道バス・あんもないと号で約30〜40分
- 長門市駅より防長交通バスで約1時間30分
- 小郡萩道路
  - 秋吉台ICより車で約5分
  - 大田ICより車で約10分

秋芳洞観光センター周辺に有料の市営駐車場がある。
秋芳洞観光センターから徒歩400mで秋芳洞の正面入口（秋芳洞案内所）に着く。
洞内の観光コース終点からは人工隧道をへて、秋吉台上の巨大凹地（矢ノ穴）の底に出、そこに黒谷案内所（黒谷口）がある。秋吉台上には「秋吉台案内所」（エレベーター口）があり、台上から洞内の黄金柱の近くにアクセスできる。
秋芳洞観光センター〜エレベーター口〜黒谷口〜展望台の4箇所、および長者ヶ森や大正洞、景清穴、サファリランドなどがある奥秋吉台方面を巡回する交通手段として、平日は乗合タクシー（かるすとタクシー）、土曜・休日は巡回バス（JRバス中国）が運行されている。
- エレベータ口と黒谷口、展望台の近くにはそれぞれ駐車場が整備されている（秋芳洞観光センターから車で数分）。